# Urheimat protoindoeuropea
La Urheimat protoindoeuropea è l'ipotetica patria originaria (Urheimat) della civilità protoindoeuropea che parla l'omonima protolingua ricostruita a partire dalle lingue indoeuropee.
L'identità degli indoeuropei è stata un argomento ricorrente degli studi di indoeuropeistica a partire dal XIX secolo e ha generato una serie di congetture che tentano di spiegare le origini della protolingua. Sebbene molte siano le ipotesi proposte, nessuna ha ancora raggiunto un accordo sufficientemente vasto all'interno della comunità dei ricercatori.

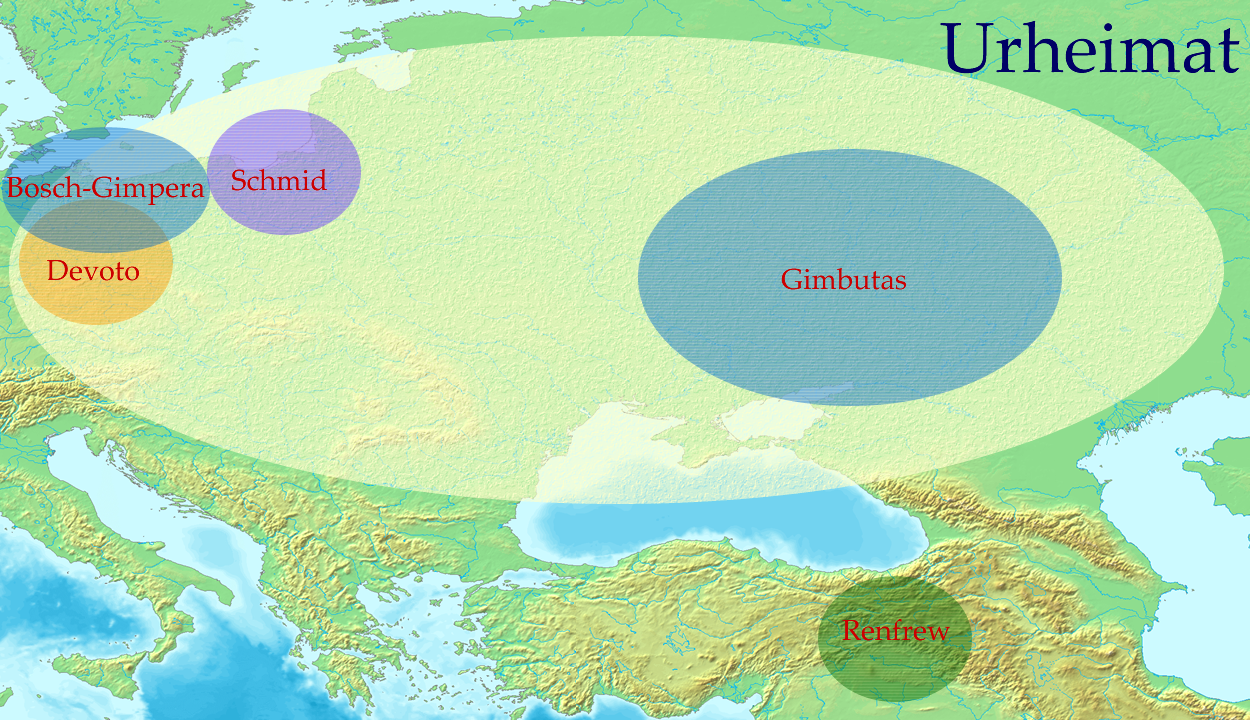
Alcune delle ipotesi sulla localizzazione della Urheimat.

## Il problema della localizzazione della «patria ancestrale»
Un filone ampiamente percorso dall'indoeuropeistica fin dalle sue origini è stato quella dell'individuazione della patria originaria degli Indoeuropei (Urheimat, come spesso è indicata ricorrendo all'espressione tedesca), ossia, nella scienza linguistica, quale sia stato il luogo in cui è stato parlato l'indoeuropeo ricostruito.
Nel XIX secolo gli studiosi dell'epoca appresero che «tutti» i popoli d'Europa e una parte di quelli dell'Asia erano stati un tempo un «unico popolo», gli Indoeuropei, e cominciarono a domandarsi dove avesse abitato questo popolo, poiché questo equivaleva a chiedersi da dove tutti loro erano venuti, quali erano le loro radici, qual era la loro patria originaria. In quest'ottica il problema dell'individuazione della sede originaria è anche la questione dell'"europeizzazione" dell'Europa e cioè il problema della storia della sua civiltà.
Sono state proposte molte locazioni per una Urheimat indoeuropea; in proposito lo studioso J. P. Mallory ha scritto: «Non ci si dovrebbe chiedere ‘dov'è la patria degli indoeuropei?’, ma piuttosto ‘dove l'hanno messa adesso?’»

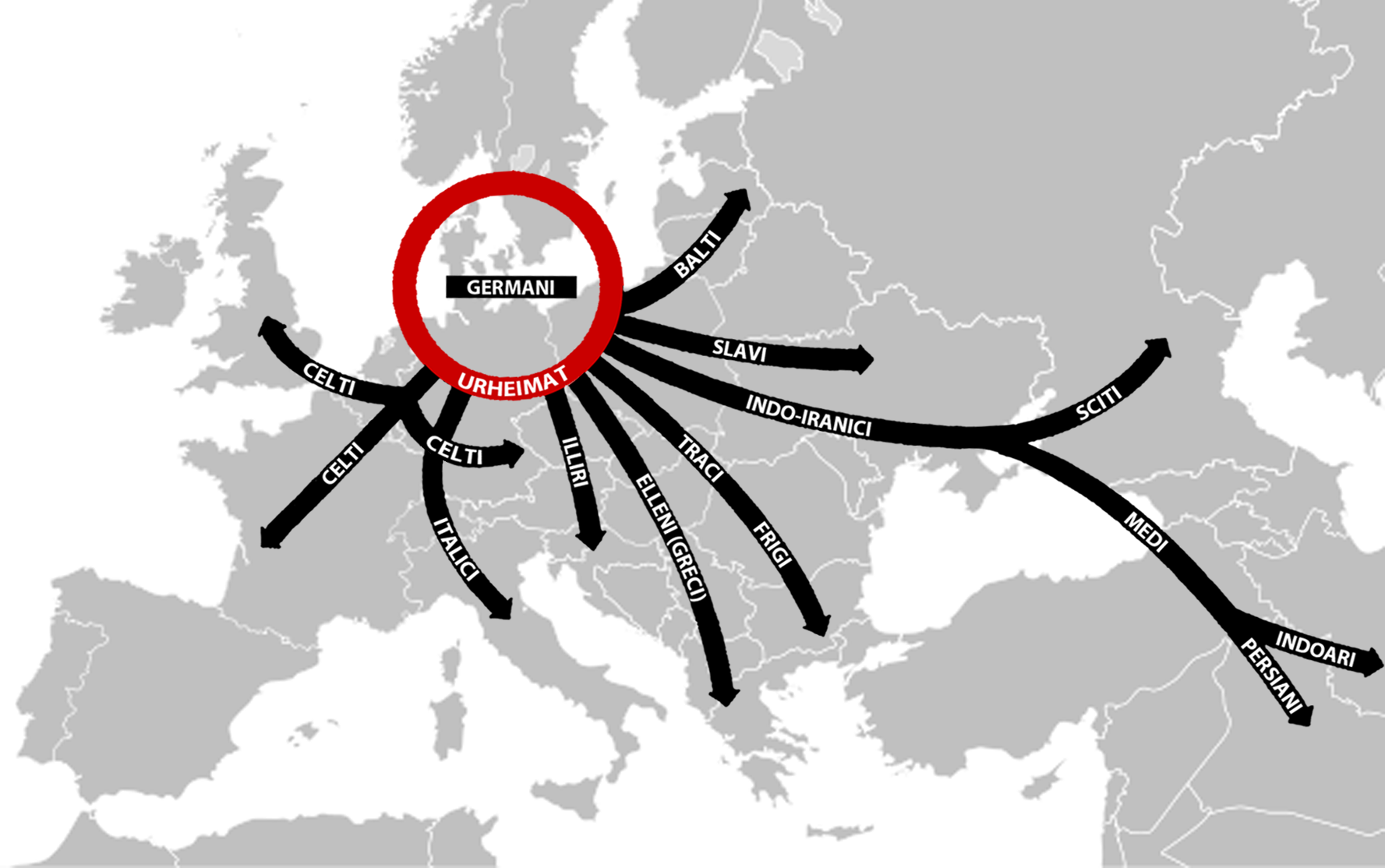
La Urheimat indoeuropea (cerchio rosso) e l'espansione delle popolazioni indoeuropee secondo Kossinna.

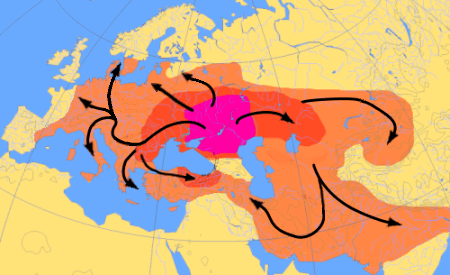
La Urheimat degli Indoeuropei (viola) e la loro espansione secondo la teoria kurganica.

## Ipotesi sullaUrheimatprotoindoeuropea
Inizialmente, essendo la nascita stessa dell'indoeuropeistica in gran parte connessa alla "scoperta" del sanscrito da parte degli europei, i primi studiosi propendettero verso una collocazione asiatica della patria ancestrale. La prima teoria proposta fu quindi quella che l'India fosse la Patria originaria ed il sanscrito la Lingua originaria.
Fra la fine del XIX secolo e gli inizi del XX secolo, a seguito degli studi compiuti da Karl Penka e Gustaf Kossinna, si è creduto comunemente che la cosiddetta razza ariana provenisse dall'Europa settentrionale, in particolare dalla Germania settentrionale e dalla Scandinavia meridionale, precisamente dall'area geografica che era anche il luogo d'origine dei Germani, o almeno che in quei paesi l'origine etnica ariana originale si fosse conservata nel tempo. La teoria nordica si diffuse sia nella cultura intellettuale che popolare all'inizio del XX secolo e venne fatta propria dal nazismo. La "teoria Germanica" sulle origini ariane non era l'unica che circolava durante quel secolo, infatti molti eruditi britannici, americani e tedeschi teorizzarono che gli Indoeuropei provenissero dal Nord-est: dalla Russia e dall'Ucraina includendo le montagne del Caucaso.

### Ipotesi kurganica
L'ipotesi dell'invasione ariana, formulata chiaramente da Vere Gordon Childe (The Aryans, 1926) è famosa tra queste teorie di diffusione. Essa vede l'ariano come un cavaliere nomade che dalle steppe eurasiatiche si è diffuso sia al sud che all'ovest. In questa teoria la cultura kurgan avrebbe sparso la propria lingua, religione e cultura. Questa teoria è stata riproposta ed elaborata nel 1956 dall'archeologa Marija Gimbutas ed è tutt'oggi la più accreditata.

### Ipotesi anatolica
Un'altra teoria più recente propone un'origine anatolica dei popoli indoeuropei. Questa teoria è stata proposta da Colin Renfrew e da Luigi Luca Cavalli-Sforza in maniera indipendente. Essa ritiene che le lingue indoeuropee si siano sviluppate a partire dall'odierna Turchia verso l'Europa. In un secondo tempo l'espansione sarebbe proseguita a partire dalle steppe euroasiatiche (culture Yamna e Andronovo) verso l'Iran e l'India.

### PrincipaliUrheimatproposte
Di seguito è riportato un elenco delle principali proposte di localizzazione della patria originaria protoindoeuropea, con i maggiori sostenitori di ciascuna proposta.
- India: con Friedrich Schlegel[5] che proponeva l'Indostan nord-occidentale e Th. Young sostenitore invece della tesi del Kashmir; ancora nel 1856 questa tesi era sostenuta dal Curzon[6]. Essa è stata riproposta nella forma della «out of India theory» (1999-2000), ipotesi che però si scredita da sé, per le sue evidenti connotazioni ideologiche e politiche.
- Caucaso meridionale: H. F. Link[6], in base ad un'errata lettura dell'Avestā, nel 1821 localizzava l'insediamento originario sugli altipiani della Media, Armenia e Georgia.
- Ipotesi di una patria settentrionale: nel 1830 J. G. Klaproth[6] argomentando sulla diffusione geografica della betulla (specie vegetale il cui nome veniva riconosciuta come indoeuropeo originario) ne deduceva una Patria originaria relativamente settentrionale.
- Babilonia: J. Schmidt[1], ma anche Theodor Mommsen[6] nella prima edizione della "Storia Romana" (1856) aveva pensato alla Mesopotamia.
- Europa: la tesi di un'origine europea fu formulata per la prima volta, con metodi già rigorosi e su base scientifica, da Robert G. Latham[7], nel 1851, ma questa ipotesi non fu immediatamente accettate come opinione dominante, almeno non fino al 1870. Nel 1869 T. Benfey[6], sulla base delle specie animali indoeuropee conosciute, considerava più probabile un'origine europea e verso est poneva come limite massimo l'area compresa tra il Bacino del Danubio ed il mar Caspio, comunque a nord del mar Nero. Nikolaj Sergeevič Trubeckoj[6] (1939) situava la patria ancestrale tra il mare del Nord ed il Caspio.
- Area danubiana ovvero la teoria dell'Insediamento danubiano-centroeuropeo: la Tesi dell'insediamento originario danubiano fu l'ipotesi definitiva avanzata da R. G. Latham all'inizio della seconda metà del XIX secolo. P. Giles (1922) pensava che la Urheimat si potesse localizzare tra l'Ungheria e la pianura Pannonica[1], P. Bosch-Gimpera (1960) la colloca a metà strada fra il Bassopiano germanico occidentale e il Bassopiano sarmatico occidentale, Giacomo Devoto (1962) in un'area compresa fra la Germania e la Polonia attuali.
- Battriana o altra località dell'Asia centrale: Adolphe Pictet[6] (1878) e più recentemente Johanna Nichols (1997) che ipotizza la Battriana-Sogdiana.
- Baltico: Th. Poesche (1878), pensando che il lituano fosse la lingua indoeuropea più arcaica, avanzò la Tesi della Lituania come patria originaria, ipotesi che anche R. G. Latham[1] aveva inizialmente soppesato (e indicando in particolare Volinia e Podolia come le località più probabili)[6]; Wolfgang Schmid colloca la Urheimat fra Pomerania e Lituania.
- Scandinavia: Karl Penka (1883)[8]
- Germania settentrionale e Scandinavia meridionale: Gustaf Kossinna (1902)
- Polo nord: Bal Gangadhar Tilak[1] (1903)[9]
- Russia meridionale: Otto Schrader, V. G. Childe (1926), Marija Gimbutas (1960) madre della teoria kurganica che rimane ancora tutt'oggi l'ipotesi più accreditata, Francisco Villar (1991), J. P. Mallory (1989[10] e 1997[11]).
- Area dell'altopiano armeno: Thomas V. Gamkelidze e V. V. Ivanov (1984)[12] conosciuta anche come ipotesi armena.
- Anatolia: Andrew Colin Renfrew (1987) padre dell’ipotesi anatolica, conosciuta anche come «ipotesi di Renfrew» e che porta avanti autonomamente alcune tarde considerazioni già formulate da V. G. Childe, e sviluppata in seguito lungo linee proprie da altri studiosi quali il genetista Luigi Luca Cavalli-Sforza (1993) ed il glottologo Mario Alinei (1996-2000), quest'ultimo ampliando ulteriormente la teoria della continuità o TCP di Marcel Otte.

### Indoeuropei come invasori dal Nord

#### Fra linguistica e paleontologia

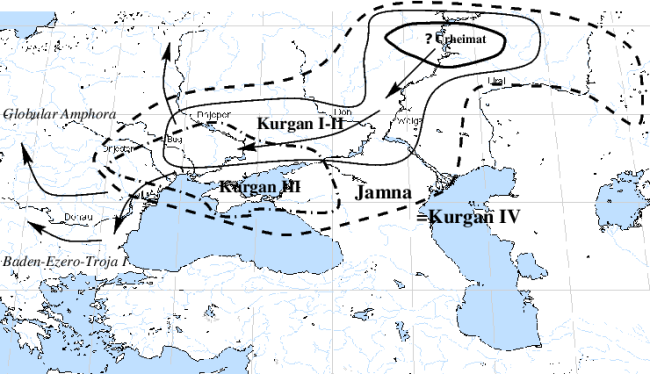
Le "ondate Kurgan" e la propagazione nei Balcani e in Europa centrale

L'idea che gli Indoeuropei provenissero dal nord, benché nata su basi teoriche non sempre scientifiche, ha in seguito trovato sostegno in corposi studi di carattere linguistico e su quello che il lessico ricostruito sembra indicare circa la fauna e la flora delle regioni che le tribù parlanti la protolingua avrebbero potuto abitare.
Il lessico ricostruito sembra avere parole comuni facilmente individuabili per piante come il faggio o la quercia per animali come il cervo, il salmone, il lupo, mentre animali come il leone non hanno una marca lessicale chiara e univoca. Dall'incrocio degli areali delle specie che si identificano con gli animali i cui nomi sono comuni nel protolessico, si è pensato di poter ricavare con sufficiente esattezza l'ubicazione della Urheimat.
Nell'insieme, le indicazioni della paleontologia linguistica sembrano escludere l'Europa mediterranea. L'areale antico delle specie considerate, e di altre, sembra essere compreso fra l'Elba, il Danubio e il Volga e l'Ural. A partire da queste indicazioni di massima, i diversi studiosi prendono poi strade diverse: così, ad esempio, citando in ordine sparso, Giacomo Devoto colloca la patria originaria in un'area compresa fra la Germania e la Polonia attuali; secondo l'ipotesi Bosch-Gimpera la Urheimat era a metà strada fra il bassopiano germanico occidentale e il bassopiano sarmatico occidentale; Wolfgang Schmid colloca la Urheimat decisamente sul Baltico, fra Pomerania e Lituania; c'è infine l'ipotesi di Marija Gimbutas (rivista e aggiornata da J. P. Mallory) della collocazione della Urheimat nella steppa pontico-caspica.
Ecco alcuni esempi dello studio di nomi legati alla flora e alla fauna:
- cervo: il termine indoeuropeo corrispondente è *ḱerh₂wós, dalla radice *ḱerh₂-, ‘corno’, collegata fra l'altro col greco kéras, ‘corno’ (tutta l'Europa).
- alce: la radice indoeuropea corrispondente è *h₁élḱis, variante *h₁ólḱis, collegata fra l'altro col sanscrito ṛśya ‘antilope’ e polacco łoś ‘alce’ (nell'antichità, Europa, tranne zone mediterranee).
- lupo: il termine indoeuropeo per questo animale è *uĺ̥kʷos, che nelle lingue indoeuropee mediterranee è attestato nella variante *lukʷos, con metatesi fra *l e *u.
- cane: il termine indoeuropeo *ḱwṓ (gen. *ḱunés) definisce il primo animale addomesticato dall'uomo; le ricostruzioni degli studiosi che collegano l'indoeuropeo alla più vasta superfamiglia nostratica, sembrano indicare che la parola sia comune a più famiglie linguistiche, indoeuropee e non; la ricostruzione nostratica ed eurasiatica della parola cane è una delle più affidabili (il nostratico è un'ipotetica protolingua del tardo mesolitico, epoca a cui risale la domesticazione del cane)- non è rilevante quanto al suo areale;
- salmone: la parola indoeuropea è *laks, che nelle lingue indoeuropee mediterranee (come il latino: salmo) è stata sostituita da una parola derivata da una radice *sal- che significa ‘saltare, salire, risalire’ (areale: fiumi sfocianti nel Baltico, ma anche Danubio e Volga);
- faggio: la parola indoeuropea è *bʰeh₂ǵos, che potrebbe tanto riferirsi al faggio comune (Europa occidentale), quanto al faggio orientale (Caucaso e Urali)
- leone: per il leone si è voluta ricostruire una radice *sinǵʰo-s, a partire dal sanscrito siṃha ‘leone’ e dall'armeno inj ‘leopardo’. Dato che si trova in aree così remote l'una dall'altra, la radice deve essere per forza di cose originaria (Walde-Pokorny-Devoto). Tuttavia è da notare che essa, in due lingue diverse, si riferisce a due animali distinti, che altro non hanno in comune se non l'essere grandi felini selvatici. Si deve considerare il fatto che, rispetto alla costellazione degli altri lemmi riferiti ad animali, che sono abbastanza univoci (in ogni caso, la distinzione fra due tipi di faggio salta meno all'occhio di quella fra un leopardo e un leone), questo lemma è particolarmente incerto nell'interpretazione. L'idea che ne risulta è che *sinǵʰo- indicasse più che altro un grosso felino. Si pongono dunque due possibilità: o l'armeno o il sanscrito attestano il significato originario. Ora, se il significato originario è ‘leone’, avrebbero ragione i sostenitori dell'ipotesi che vuole la Urheimat in India. Tuttavia, questo dato sarebbe in fortissima contraddizione con gli altri, in particolare con *bʰeh₂ǵos, il faggio. Se invece partiamo dal presupposto che l'etimo originario sia conservato nell'albanese, le cose cambiano radicalmente. Il leopardo, in età antica, era diffuso nell'Europa orientale, vicino al Caucaso, e in Anatolia. Ora, se accettiamo che *sinǵʰo- significa ‘leopardo’, le possibilità della Urheimat si restringono: o Caucaso-area anatolica (Renfrew, Gamkrelidze e Ivanov), o interessamento primitivo dell'area nord-pontica (Gimbutas). Dato che ogni elemento deve essere considerato nel contesto di tutti gli altri elementi disponibili, l'insieme dei dati relativi agli areali delle specie identificano una zona ristretta a est del mar d'Azov, poco a nord del Caucaso, come il luogo in cui gli Indoeuropei potevano aver incontrato tutti gli animali e le piante notevoli di cui il proto-lessico parla.

#### Probabili indizi culturali di unaUrheimatnordica
Accanto alle indicazioni della paleontologia linguistica, altri elementi a favore di una Urheimat nordica (come minimo sarmatica) degli Indoeuropei, sembrano venire da elementi della tradizione delle culture antiche di lingua indoeuropea, in particolare da alcuni miti cosmogonici attestati nei Veda antico-indiani. Cosa nota agli studiosi di antropologia è che alcuni tipi di mito cosmogonico arcaico sono collegati ai culti astrali. Stando a questa interpretazione degli archetipi mitologici, parrebbe che in alcuni inni vedici siano effettivamente adombrate (secondo un linguaggio figurato e in base alla concezione del mondo tipica dell'uomo arcaico) descrizioni di configurazioni astrali osservabili solo in aree dell'emisfero boreale non lontane dal circolo polare artico, in un'epoca molto anteriore alla fissazione per iscritto dei Veda stessi.
Considerando le circostanze geo-etnolinguistiche in cui sono stati prodotti gli inni vedici, è molto improbabile che tali descrizioni mitologiche di configurazioni astrali siano potute arrivare dall'esterno: si tratterebbe allora di memorie ancestrali, conservate sin dalle origini dai sacerdoti astronomi delle popolazioni indoeuropee poi migrate in India: memorie mitologiche ed elementari conoscenze astronomiche che gli indoiranici avrebbero portato con sé sin da una remota Urheimat settentrionale.

## Altre patrie indoeuropee
All'interno del più generale problema indoeuropeo si sviluppa anche la questione dell'individuazione degli insediamenti originari dei maggiori raggruppamenti indoeuropei storici (a loro volta centri secondari di indoeuropeizzazione). Tra i diversi ambiti di indagini quelli che hanno sollevato una più vasta discussione sono i seguenti:
- Urheimat indoiranica, probabilmente da identificare con la cultura di Andronovo (2000-1200 a.C.).
- Urheimat balto-slava
  - Urheimat baltica, associata alla cultura della ceramica cordata (tra il 3200/2900 a.C. ed il 2300/1800 a.C.). questa teoria è stata variamente respinta, anche se ebbe un'importanza centrale nel dibattito sul Urheimat indoeuropea generale al principio del Novecento. Si noti che nel territorio occupato dalla cultura della ceramica cordata esistono ampie aree (Finlandia, Estonia) in cui non sono mai state attestate popolazioni indoeuropee.
  - Urheimat slava, associata a differenti gruppi di culture.
- Urheimat dei dialetti balcanici
- Urheimat dei dialetti centum
  - Urheimat italo-celtica, usualmente identificata con la cultura dei tumuli (1600-1200 a.C.)<cultura di Unetice<cultura del vaso campaniforme.
    - Urheimat celtica (cultura dei tumuli>cultura dei campi di urne>cultura di Hallstatt>cultura di La Tène).
    - Urheimat italica (cultura dei tumuli>Terramare[16]>cultura dei campi di urne>cultura protovillanoviana).

  - Urheimat germanica (cultura della ceramica cordata>Cultura dell'Età del bronzo scandinava>cultura di Jastorf)